# David Readman (album)
David Readman è il primo album dell'omonimo cantante inglese.

## Tracce
1. Without You
2. Evil Combination
3. Take These Tears
4. Don't Let It Slip Away
5. No Peace For The Wicked
6. Long Way To Heaven
7. Wind In The City
8. Gentle Touch
9. Prisoner Of Shame
10. New Messia
11. Over The Ocean
12. Love In Vain

## Formazione
- David Readman – voce / Chitarra / Tastiere
- Paul Logue - basso
- Alex Beyrodt - chitarra
- Gerald Sänger - chitarra
- Tommy Denander - chitarra
- Uwe Reitenauer - chitarra
- Eric Ragno - tastiere
- Günter Werno - tastiere
- Dirk Bruinenberg - batteria
- Chris Schmidt - batteria